# Carin 21:30
Carin 21:30 var ett direktsänt TV-program där Carin Hjulström mötte två nya personer i varje program och samtalade om olika frågor. Programmet gick från 2003-2005 och fick sammanlagt 100 avsnitt innan SVT beslutade lägga serien i malpåse. Den började sändas igen våren 2007 och gick periodvis fram till hösten 2008. 
Från början hette TV-programmet 21:30 med tre olika personer som separata programledare. Varje programledare hade sin prägel och programmen benämndes som 21:30 med namnet på programledaren framför. Carin Hjulström var den som blev mest populär och hon fick därefter behålla programledarposten. 